# Sandra Villadiego
Sandra Elena Villadiego Villadiego (Ciénaga de Oro, Córdoba, 16 de marzo de 1968) es una política y administradora en servicios de salud colombiana. En el año 2014 fue elegida Senadora de la República con 56 959 votos. En las Elecciones legislativas de Colombia de 2010 fue elegida Representante a la cámara con 35 723 votos.
Entre el 1 de febrero y el 31 de julio de 2001 y posteriormente entre el 1 de octubre de 2001 y el 31 de enero de 2002, reemplazó al representante Alfonso López Cossio.
- Datos: Q20016573